# Cireșu (okręg Ardżesz)
Cireșu – wieś w Rumunii, w okręgu Ardżesz, w gminie Căteasca. W 2011 roku liczyła 779 mieszkańców.